# Pont du Soulèvement-national-slovaque

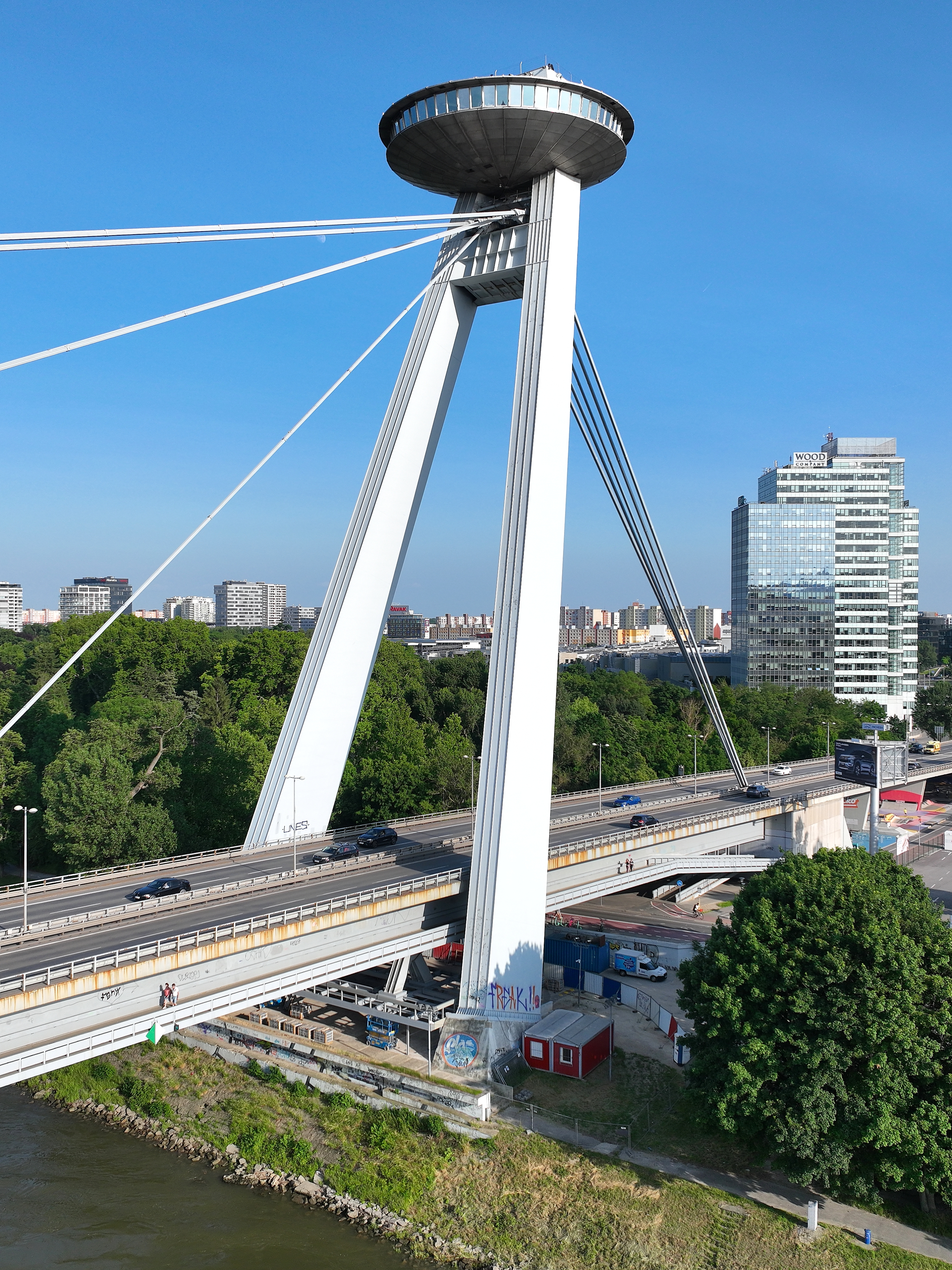
Restaurant UFO

Le pont du Soulèvement-national-slovaque (slovaque : Most Slovenského národného povstania), généralement désigné sous le nom de Most SNP, et appelé Nový Most (« pont Neuf ») de 1993 à 2012, est un pont routier sur le Danube à Bratislava, la capitale de la Slovaquie. Le pont relie la vieille ville avec le quartier de Petržalka. C'est le seul pont au monde qui soit un membre de la Fédération des grandes tours du monde. 
Il s’agit d’un pont à haubans asymétrique avec un pylône et une portée principale de 303 mètres. Sa construction en acier est suspendue avec des câbles d'acier, connectés aux deux piliers du côté de Petržalka. La longueur totale du pont est de 431,8 mètres, sa largeur de 21 mètres et son poids de 7 537 tonnes.

## Restaurant
Une attraction particulière est sa structure en forme de soucoupe volante située au sommet du  pylône de 84,6 mètres, qui accueille un restaurant, appelé « UFO » depuis 2005 (auparavant appelé « Bystrica »), celui-ci offre une vue panoramique sur Bratislava. On se rend au restaurant par la voie d'un ascenseur situé dans le pilier gauche ; dans le pilier droit se trouve une cage d'escalier de secours de 430 marches.